# Mirra Andreeva
Mirra Aleksandrovna Andreeva (in russo Мирра Александровна Андреева?; Krasnojarsk, 29 aprile 2007) è una tennista russa.
Talento precoce, nel singolare ha vinto tre titoli WTA, tra cui spiccano i WTA 1000 di Dubai 2025 e Indian Wells 2025. Nelle prove del Grande Slam, ha raggiunto  la semifinale all'Open di Francia 2024, vantando come best ranking la 5ª posizione mondiale.  
Nel doppio ha conquistato, in coppia con la connazionale Diana Šnajder, un titolo WTA e la medaglia d'argento alle Olimpiadi di Parigi 2024 e raggiunto la semifinale agli Australian Open 2025.

## Biografia
Nata a Krasnojarsk, vive a Mosca con i genitori e la sorella maggiore, Ėrika Andreeva, anche lei tennista.

## Carriera

### 2022: gli esordi
Debutta nel circuito professionistico nel febbraio 2022. Nello stesso anno vince sei titoli, di cui tre tornei della categoria ITF 60’000 $. Esordisce nel circuito WTA nell'ottobre 2022, grazie ad una wildcard per il tabellone principale di Monastir. Conclude l'anno con un bilancio di ben 38 vittorie e solamente 9 sconfitte.

### 2023: terzo turno al Roland Garros, quarto turno a Wimbledon e top 50
A gennaio prende parte all'Australian Open juniores, dove raggiunge la finale, persa contro la connazionale e compagna di doppio Alina Korneeva. Ad aprile, in Svizzera, vince il torneo Axionopen presso il Tennis Club Chiasso (un ITF $ 60’000) e la settimana dopo si ripete presso il torneo di Bellinzona (sempre un ITF $ 60’000).
Debutta grazie a una wildcard concessa dagli organizzatori di Madrid, in un torneo WTA 1000 a soli 16 anni, arrivando fino al quarto turno, dopo aver superato fra le altre Fernandez, Haddad Maia e Linette, viene eliminata dalla n°2 Aryna Sabalenka. Prende parte per la prima volta alle qualificazioni di un torneo del Grande Slam al Roland Garros, superandoli e riuscendo così ad accedere al tabellone principale dove batte Riske-Amritraj ottenendo la sua prima vittoria in un major. Al turno successivo sconfigge la wildcard Diane Parry raggiungendo il terzo turno, diventando la giocatrice più giovane a raggiungere questo traguardo da Sesil Karatančeva nel 2005. Dopo essersi aggiudicata il primo set, si deve arrendere a Coco Gauff nel terzo round. 
Dopo aver superato le qualificazioni, accede anche al tabellone principale di Wimbledon, raggiungendo il terzo turno sconfiggendo Xiyu Wang, approfittando del ritiro di Krejčíková e superando Potapova. Al quarto turno viene fermata da Keys in tre set. Grazie a questo risultato, al termine del torneo, la russa entra nella top 100, nelle prime settanta posizioni.
Successivamente, il miglior risultato arriva a Pechino: dopo aver superato le qualificazioni, batte nuovamente Krejčíková e la connazionale Pavljučenkova. Negli ottavi, cede alla top-10 Rybakina in tre set. Grazie a questo risultato fa il suo ingresso in top 50, ritoccando il suo best ranking alla posizione n°46.

### 2024: prima semifinale slam al Roland Garros e best-ranking
Prende parte ai suoi primi Australian Open come professionista. Dopo aver eliminato al primo turno Bernarda Pera, si impone a sorpresa sulla numero sei del mondo, Jabeur e in rimonta su Parry. Agli ottavi di finale Slam, i secondi raggiunti dopo Wimbledon 2023, viene fermata da Krejcikova.
Dopo una sconfitta al primo turno a Dubai e a Indian Wells, inizia la sua stagione sulla terra, raggiungendo i quarti di finale a Rouen, fermata da Kalinina. A Madrid, si spinge fino ai suoi primi quarti di finale di un torneo WTA 1000 imponendosi su Vondroušová e Jasmine Paolini, ma è poi costretta a cedere alla n°2 del mondo Aryna Sabalenka. Dopo un'uscita all'esordio a Roma, al Roland Garros arriva agli ottavi, imponendosi fra le altre sull'ex numero 1 al mondo Azarenka, e Sabalenka ai quarti. Nella semifinale viene sconfitta da Paolini in due set. A 17 anni è la più giovane semifinalista Slam dai tempi di Marija Sharapova a Wimbledon 2004. 
Partecipa alle Olimpiadi di Parigi dove viene estromessa subito nel singolare, mentre nel doppio arriva a disputare, in coppia con Diana Šnajder, la finale contro Errani / Paolini, per poi aggiudicarsi la medaglia d'argento.
Gioca il Masters 1000 di Cincinnati, arrivando ai quarti di finale, dopo aver battuto Navarro, Karolina Pliskova e Paolini. Questo traguardo le permette di salire ancora in classifica, ottenendo un nuovo best-ranking alla posizione n°21. Ai quarti strappa solo il primo set a Swiatek, attuale n°1 del mondo, perdendo gli altri due. Esce al secondo turno dell'US Open.
Ai Ningbo Open, disputati in Cina a ottobre, raggiunge la finale poi persa contro Daria Kasatkina con il punteggio di 0–6, 6–4, 4–6. Questo risultato le consente di raggiungere la 17ª posizione del ranking femminile.
Chiude l'anno al n°16 del mondo.

### 2025: Due titoli WTA 1000 e Top 10
Inizia l'anno a Brisbane vincendo prima agevolmente contro Blinkova e Nosková, e poi nei quarti contro Jabeur. In semifinale si arrende alla n°1 del mondo, Sabalenka. Successivamente prende parte all'Australian Open dove coglie il suo secondo ottavo di finale dello Slam oceanico. Nella circostanza, è nuovamente Sabalenka a sbarrarle la strada, concedendole solo 3 giochi.
A Dubai, Andreeva vince il suo primo titolo WTA 1000, battendo nel percorso la n°2 del mondo Świątek e la n°6 Rybakina. In finale, si impone per 7–6(1) 6–1 su Clara Tauson, diventando a 17 anni e 298 la più giovane vincitrice di un WTA 1000 da quando ha questa denominazione.
Questo risultato lì permette di migliorare il suo best ranking ed entrare per la prima volta in Top 10, esattamente al numero 9: la più giovane a essere tra le primi dieci del mondo dal 2006. 
Vince l’Indian Wells Open, il suo secondo WTA 1000 in poche settimane diventando la più giovane a vincere il torneo da Serena Williams nel 1999, la Williams a 17 anni, 283 giorni, mentre Mirra a 17 anni, 309 giorni. 
Sconfiggendo l’attuale regina del ranking Aryna Sabalenka in finale e la numero due in semifinale diventa la 3 giocatrice minorenne   a sconfiggere la numero 1 e la numero 2 del ranking in un singolo evento WTA negli ultimi 40 anni, prima di lei ci erano riuscite solo Steffi Graf Miami Open 1987 e Serena Williams US Open 1987. 
Inoltre è la terza più giovane ad aver battuto la migliore del ranking con un set di svantaggio. 
Traguardo che le ha permesso di diventare appena la terza giocatrice negli anni 2000 insieme a Marija Šarapova e Nicole Vaidišová, ad aver vinto più di 10 partite consecutive prima di compiere 21 anni.

Il progresso di Andreeva ai quarti di finale degli Open di Francia non ha solo consolidato il suo status di stella emergente nel mondo del tennis, ma le ha anche guadagnato un posto nella storia. Con questo risultato, Andreeva è diventata la giocatrice più giovane da Martina Hingis nel 1997 e 1998 a raggiungere due volte consecutive gli ottavi di finale a Roland Garros.

## Statistiche WTA

### Singolare

#### Vittorie (3)
| Legenda              |
| -------------------- |
| Grande Slam (0)      |
| Ori Olimpici (0)     |
| WTA Finals (0)       |
| WTA Elite Trophy (0) |
| Dal 2021             |
| WTA 1000 (2)         |
| WTA 500 (0)          |
| WTA 250 (1)          |

| N. | Data             | Torneo                            | Superficie  | Avversaria in finale | Punteggio          |
| 1. | 26 luglio 2024   | Iași Open, Iași                   | Terra rossa | Elina Avanesjan      | 5–7, 7–5, 4–0 rit. |
| 2. | 22 febbraio 2025 | Dubai Tennis Championships, Dubai | Cemento     | Clara Tauson         | 7–6(1), 6–1        |
| 3. | 16 marzo 2025    | Indian Wells Open, Indian Wells   | Cemento     | Aryna Sabalenka      | 2–6, 6–4, 6–3      |

#### Sconfitte (1)
| Legenda              |
| -------------------- |
| Grande Slam (0)      |
| Argenti Olimpici (0) |
| WTA Finals (0)       |
| WTA Elite Trophy (0) |
| Dal 2021             |
| WTA 1000 (0)         |
| WTA 500 (1)          |
| WTA 250 (0)          |

| N. | Data            | Torneo              | Superficie | Avversarie in finale | Punteggio     |
| 1. | 20 ottobre 2024 | Ningbo Open, Ningbo | Cemento    | Dar'ja Kasatkina     | 0–6, 6–4, 4–6 |

### Doppio

#### Vittorie (2)
| Legenda              |
| -------------------- |
| Grande Slam (0)      |
| Ori Olimpici (0)     |
| WTA Finals (0)       |
| WTA Elite Trophy (0) |
| Dal 2021             |
| WTA 1000 (1)         |
| WTA 500 (1)          |
| WTA 250 (0)          |

| N. | Data           | Torneo                           | Superficie | Compagna      | Avversarie in finale          | Punteggio           |
| 1. | 4 gennaio 2025 | Brisbane International, Brisbane | Cemento    | Diana Šnajder | Priscilla Hon Anna Kalinskaja | 7–6(6), 7–5         |
| 2. | 30 marzo 2025  | Miami Open, Miami Gardens        | Cemento    | Diana Šnajder | Cristina Bucșa Miyu Katō      | 6-3, 6(5)-7, [10-2] |

#### Sconfitte (1)
| Legenda              |
| -------------------- |
| Grande Slam (0)      |
| Argenti Olimpici (1) |
| WTA Finals (0)       |
| WTA Elite Trophy (0) |
| Dal 2021             |
| WTA 1000 (0)         |
| WTA 500 (0)          |
| WTA 250 (0)          |

| N. | Data          | Torneo                  | Superficie  | Compagna      | Avversarie in finale        | Punteggio        |
| 1. | 4 agosto 2024 | Giochi Olimpici, Parigi | Terra rossa | Diana Šnajder | Sara Errani Jasmine Paolini | 6–2, 1–6, [7–10] |

## Statistiche ITF

### Singolare

#### Vittorie (6)
| Torneo $100.000 (0) |
| Torneo $80.000 (0)  |
| Torneo $60.000 (3)  |
| Torneo $40.000 (0)  |
| Torneo $25.000 (1)  |
| Torneo $15.000 (2)  |

| N. | Data             | Torneo                                        | Superficie  | Avversaria in finale | Score            |
| 1. | 10 aprile 2022   | Antalya Series, Adalia                        | Terra rossa | Martina Colmegna     | 6(6)–7, 6–0, 6–2 |
| 2. | 17 aprile 2022   | Antalya Series, Adalia                        | Terra rossa | Silvia Ambrosio      | 7–5, 6–2         |
| 3. | 31 luglio 2022   | Open Castilla y León, Segovia                 | Cemento     | Eva Guerrero Álvarez | 6–4, 6–2         |
| 4. | 20 novembre 2022 | Meitar Open, Meitar                           | Cemento     | Rebecca Peterson     | 6–1, 6–4         |
| 5. | 16 aprile 2023   | Axion Open, Chiasso                           | Terra rossa | Céline Naef          | 1–6, 7–6(3), 6–0 |
| 6. | 23 aprile 2023   | Raiffeisen Bellinzona Ladies Open, Bellinzona | Terra rossa | Fiona Ferro          | 2–6, 6–1, 6–4    |

#### Sconfitte (1)
| Torneo $100.000 (0) |
| Torneo $80.000 (0)  |
| Torneo $60.000 (0)  |
| Torneo $40.000 (0)  |
| Torneo $25.000 (0)  |
| Torneo $15.000 (1)  |

| N. | Data             | Torneo                                | Superficie | Avversaria in finale | Score    |
| 1. | 27 febbraio 2022 | Egypt Women's Future, Sharm el-Sheikh | Cemento    | Cody Wong            | 4–6, 1–6 |

### Grande Slam Junior

#### Singolare

##### Sconfitte (1)
| Tornei del Grande Slam  |
| ----------------------- |
| Australian Open (1)     |
| Open di Francia (0)     |
| Torneo di Wimbledon (0) |
| US Open (0)             |

| N. | Data            | Torneo                     | Superficie | Avversaria in finale | Punteggio        |
| 1. | 28 gennaio 2023 | Australian Open, Melbourne | Cemento    | Alina Korneeva       | 7–6(2), 4–6, 5–7 |

## Risultati in progressione
| V | F | SF | QF | #T | RR | Q# | A | Z# | PO | O | F-A | SF-B | ND |

(V) Torneo vinto; raggiunto (F) finale, (SF) semifinale, (QF) quarti di finale, (#T) turni 4, 3, 2, 1; (RR) round - robin; (Q#) Turno di qualificazione; (A) assente dal torneo; (Z#) Zona gruppo Coppa Davis/Fed Cup (con indicazione numero); (PO) play-off Coppa Davis o Fed Cup; vinto un (O) oro, (F-A) argento o (SF-B) bronzo ai Giochi Olimpici; (ND) torneo non disputato.

### Singolo
- Aggiornato a fine Wimbledon 2025

| Torneo                     | 2022          | 2023          | 2024          | 2025          | Titoli      | V-S         | V%          |
| Tornei del Grande Slam     |               |               |               |               |             |             |             |
| Australian Open            | A             | A             | 4T            | 4T            | 0 / 2       | 6–2         | 75%         |
| Roland Garros              | A             | 3T            | SF            | QF            | 0 / 3       | 11–3        | 79%         |
| Wimbledon                  | A             | 4T            | 1T            | QF            | 0 / 3       | 7–3         | 70%         |
| US Open                    | A             | 2T            | 2T            |               | 0 / 2       | 2-2         | 50%         |
| Vittorie-Sconfitte         | -             | 6–3           | 9-4           | 11-3          | 0 / 10      | 26-10       | 72%         |
| Nazionale                  |               |               |               |               |             |             |             |
| Giochi Olimpici            | Non disputati | Non disputati | 1T            | ND            | 0 / 1       | 0–1         | 0%          |
| Vittorie-Sconfitte         | -             | -             | 0-1           | -             | 0 / 1       | 0-1         | 0%          |
| WTA 1000                   |               |               |               |               |             |             |             |
| Doha                       | A             | 500           | A             | 2T            | 0 / 1       | 1–1         | 50%         |
| Dubai                      | 500           | A             | 1T            | V             | 1 / 2       | 6–1         | 86%         |
| Indian Wells               | A             | A             | 1T            | V             | 1 / 2       | 6–1         | 86%         |
| Miami                      | A             | A             | A             | 2T            | 0 / 1       | 1–1         | 50%         |
| Madrid                     | A             | 4T            | QF            | QF            | 0 / 3       | 10–3        | 77%         |
| Roma                       | A             | A             | 1T            | QF            | 0 / 2       | 3-2         | 60%         |
| Cincinnati                 | A             | A             | QF            |               | 0 / 1       | 3–1         | 75%         |
| Wuhan                      | ND            | A             | 2T            |               | 0 / 1       | 1-1         | 50%         |
| Pechino                    | ND            | 3T            | QF            |               | 0 / 2       | 5–2         | 71%         |
| Vittorie-Sconfitte         | -             | 5–2           | 11-7          | 20-4          | 2 / 15      | 36-13       | 73%         |
| WTA 500                    |               |               |               |               |             |             |             |
| Brisbane                   | Non disputati | Non disputati | QF            | SF            | 0 / 2       | 6-2         | 75%         |
| Stoccarda                  | A             | A             | A             | 2T            | 0 / 1       | 1–1         | 50%         |
| Berlino                    | A             | A             | A             | 1T            | 0 / 1       | 0-1         | 0%          |
| Bad Homburg                | WTA 250       | WTA 250       | 1T            |               | 0 / 1       | 0-1         | 0%          |
| Ningbo                     | ND            | 250           | F             |               | 0 / 1       | 4-1         | 80%         |
| Vittorie-Sconfitte         | -             | -             | 7-3           | 4-3           | 0 / 6       | 11-6        | 65%         |
| WTA 250                    |               |               |               |               |             |             |             |
| Rouen                      | Non disputati | Non disputati | QF            | A             | 0 / 1       | 2-1         | 67%         |
| Losanna                    | A             | 2T            | Non disputati | Non disputati | 0 / 1       | 1-1         | 50%         |
| Iași                       | Non disputati | Non disputati | V             | ND            | 1 / 1       | 5-0         | 100%        |
| Cleveland                  | A             | 2T            | A             |               | 0 / 1       | 1–1         | 50%         |
| Hong Kong                  | ND            | 2T            | A             |               | 0 / 1       | 1–1         | 50%         |
| Monastir                   | 1T            | A             | A             |               | 0 / 1       | 0–1         | 0%          |
| Vittorie-Sconfitte         | 0-1           | 3-3           | 7-1           |               | 1 / 6       | 10-5        | 67%         |
| Statistiche carriera       |               |               |               |               |             |             |             |
|                            | 2022          | 2023          | 2024          | 2025          | Titoli      | V–S         | V%          |
| Tornei WTA disputati       | 1             | 8             | 17            | 12            | 38          | 38          | 38          |
| Finali WTA perse           | 0             | 0             | 1             | 0             | 1           | 1           | 1           |
| Tornei WTA vinti           | 0             | 0             | 1             | 2             | 3           | 3           | 3           |
| Statistiche per superficie |               |               |               |               |             |             |             |
| Cemento                    | 0–1           | 5–4           | 18–9          | 20–4          | 2 / 20      | 43–18       | 70%         |
| Terra                      | 0–0           | 6-3           | 16-4          | 11-4          | 1 / 11      | 33-11       | 75%         |
| Erba                       | 0–0           | 3–1           | 0–2           | 4-2           | 0 / 5       | 7–5         | 58%         |
| Vittorie-Sconfitte         | 0–1           | 14-8          | 34-15         | 35-10         | 83–34       | 83–34       | 83–34       |
| Vittorie (%)               | 0%            | 64%           | 69%           | 78%           | 70.94%      | 70.94%      | 70.94%      |
| Ranking                    | 293           | 57            | 16            | -             | 2 700 947 $ | 2 700 947 $ | 2 700 947 $ |

### Doppio
- Aggiornato a fine Miami Open 2025

| Torneo                     | 2022          | 2023          | 2024          | 2025          | Titoli    | V-S       | V%        |
| Tornei del Grande Slam     |               |               |               |               |           |           |           |
| Australian Open            | A             | A             | 1T            | SF            | 0 / 2     | 4–2       | 67%       |
| Roland Garros              | A             | A             | QF            |               | 0 / 1     | 3–1       | 75%       |
| Wimbledon                  | A             | A             | 1T            |               | 0 / 1     | 0–1       | 0%        |
| US Open                    | A             | A             | 3T            |               | 0 / 1     | 2-1       | 67%       |
| Vittorie-Sconfitte         | -             | -             | 5-4           | 4-1           | 0 / 5     | 9-5       | 64%       |
| Nazionale                  |               |               |               |               |           |           |           |
| Giochi Olimpici            | Non disputati | Non disputati | F             | ND            | 0 / 1     | 4-1       | 80%       |
| Vittorie-Sconfitte         | -             | -             | 4-1           | -             | 0 / 1     | 4-1       | 80%       |
| WTA 1000                   |               |               |               |               |           |           |           |
| Doha                       | A             | 500           | A             | SF            | 0 / 1     | 2–1       | 66%       |
| Dubai                      | 500           | A             | 2T            | A             | 0 / 1     | 1–1       | 50%       |
| Indian Wells               | A             | A             | A             | 1T            | 0 / 1     | 0–1       | 0%        |
| Miami                      | A             | A             | A             | V             | 1 / 1     | 5–0       | 100%      |
| Madrid                     | A             | 2T            | 2T            |               | 0 / 2     | 2–2       | 50%       |
| Roma                       | A             | A             | 2T            |               | 0 / 1     | 1–1       | 50%       |
| Cincinnati                 | A             | A             | 1T            |               | 0 / 1     | 0–1       | 0%        |
| Pechino                    | ND            | A             | QF            |               | 0 / 1     | 2–1       | 67%       |
| Vittorie-Sconfitte         | -             | 1-1           | 5-5           | 7-2           | 1 / 9     | 13-8      | 62%       |
| WTA 500                    |               |               |               |               |           |           |           |
| Brisbane                   | ND            | ND            | A             | V             | 1 / 1     | 4-0       | 100%      |
| Vittorie-Sconfitte         | -             | -             | -             | 4-0           | 1 / 1     | 4-0       | 100%      |
| WTA 250                    |               |               |               |               |           |           |           |
| Losanna                    | A             | 1T            | Non disputati | Non disputati | 0 / 1     | 0-1       | 0%        |
| Iași                       | ND            | ND            | QF            | ND            | 0 / 1     | 1-1       | 50%       |
| Hong Kong                  | ND            | QF            | A             |               | 0 / 1     | 1–1       | 50%       |
| Vittorie-Sconfitte         | -             | 1-2           | 1-1           |               | 0 / 3     | 2-3       | 40%       |
| Statistiche carriera       |               |               |               |               |           |           |           |
|                            | 2022          | 2023          | 2024          | 2025          | Titoli    | V–S       | V%        |
| Tornei WTA disputati       | 0             | 3             | 11            | 5             | 19        | 19        | 19        |
| Finali WTA perse           | 0             | 0             | 1             | 0             | 1         | 1         | 1         |
| Tornei WTA vinti           | 0             | 0             | 0             | 2             | 2         | 2         | 2         |
| Statistiche per superficie |               |               |               |               |           |           |           |
| Cemento                    | 0–0           | 1-1           | 5-5           | 15-3          | 2 / 11    | 21-9      | 70%       |
| Terra                      | 0–0           | 1-2           | 6-4           |               | 0 / 6     | 7-6       | 54%       |
| Erba                       | 0–0           | 0-0           | 0–1           |               | 0 / 1     | 0–1       | 0%        |
| Vittorie-Sconfitte         | 0–0           | 2-3           | 11-10         | 15-3          | 28-16     | 28-16     | 28-16     |
| Vittorie (%)               | –             | 40%           | 52%           | 83%           | 63.64%    | 63.64%    | 63.64%    |
| Ranking                    | -             | 414           | 69            |               | 176 625 $ | 176 625 $ | 176 625 $ |

## Statistiche contro giocatrici Top 10

### Testa a testa
In grassetto sono indicati i giocatori ancora in attività.
| Giocatore                               | Periodo   | Incontri | Record | V%   | Cemento    | Erba      | Terra     | Ultimo incontro                                      |
| --------------------------------------- | --------- | -------- | ------ | ---- | ---------- | --------- | --------- | ---------------------------------------------------- |
| Giocatori classificati n°1 del ranking  |           |          |        |      |            |           |           |                                                      |
| Viktoryja Azaranka                      | 2024      | 1        | 1–0    | 100% | –          | –         | 1–0       | Vinto (6–3, 3–6, 7–5) Open di Francia 2024           |
| Karolína Plíšková                       | 2024      | 1        | 1–0    | 100% | 1–0        | –         | –         | Vinto (6–2, 6–3) Cincinnati Open 2024                |
| Iga Świątek                             | 2024-2025 | 3        | 2–1    | 67%  | 2–1        | –         | –         | Vinto (7-6(1), 6-1, 6-3) Indian Wells Open 2025      |
| Aryna Sabalenka                         | 2023-2025 | 6        | 2–4    | 33%  | 1-2        | –         | 1-2       | Vinto (2–6, 6-4, 6-3) Indian Wells 2025              |
| Giocatori classificati n°2 del ranking  |           |          |        |      |            |           |           |                                                      |
| Ons Jabeur                              | 2024-2025 | 2        | 2–0    | 100% | 2–0        | –         | –         | Vinto (6–4, 7–6(2)) Brisbane International 2025      |
| Barbora Krejčíková                      | 2023-2024 | 4        | 3–1    | 75%  | 2–1        | 1-0       | –         | Vinto (7–6(5), 3–2 rit.) Ningbo Open 2024            |
| Paula Badosa                            | 2024      | 1        | 0–1    | 0%   | –          | –         | 0-1       | Perso (2–6, 3–6) Internazionali BNL d'Italia 2024    |
| Coco Gauff                              | 2023-2025 | 4        | 0–4    | 0%   | 0–1        | –         | 0-3       | Perso (4–6, 6(5)–7) Internazionali BNL d'Italia 2025 |
| Giocatori classificati n°3 del ranking  |           |          |        |      |            |           |           |                                                      |
| Elina Svitolina                         | 2025      | 1        | 1–0    | 100% | 1–0        | –         | –         | Vinto (7-5, 6-3) Indian Wells Open 2025              |
| Elena Rybakina                          | 2023-2025 | 3        | 2–1    | 67%  | 2–1        | –         | –         | Vinto (6–1, 6-2) Indian Wells Open 2025              |
| Sloane Stephens                         | 2023      | 1        | 0–1    | 0%   | 0–1        | –         | –         | Perso (3–6, 3–6) Tennis in the Land 2023             |
| Giocatori classificati n°4 del ranking  |           |          |        |      |            |           |           |                                                      |
| Jasmine Paolini                         | 2024      | 3        | 2–1    | 67%  | 1–0        | –         | 1-1       | Vinto (3–6, 6–3, 6–2) Cincinnati Open 2024           |
| Belinda Bencic                          | 2025      | 1        | 0–1    | 0%   | –          | 0-1       | –         | Perso (6(3)–7, 6(2)–7) Torneo di Wimbledon 2025      |
| Giocatori classificati n°5 del ranking  |           |          |        |      |            |           |           |                                                      |
| Madison Keys                            | 2023      | 1        | 0–1    | 0%   | –          | 0-1       | –         | Perso (6–3, 6(4)–7, 2–6) Torneo di Wimbledon 2023    |
| Giocatori classificati n°6 del ranking  |           |          |        |      |            |           |           |                                                      |
| Markéta Vondroušová                     | 2024-2025 | 2        | 2–0    | 100% | 1-0        | –         | 1-0       | Vinto (7–5, 6–0) Dubai Tennis Championships 2025     |
| Giocatori classificati n°7 del ranking  |           |          |        |      |            |           |           |                                                      |
| Zheng Qinwen                            | 2024      | 1        | 0–1    | 0%   | 0–1        | –         | –         | Perso (7–5, 0–6, 4–6) China Open 2024                |
| Giocatori classificati n°8 del ranking  |           |          |        |      |            |           |           |                                                      |
| Emma Navarro                            | 2024-2025 | 2        | 2–0    | 100% | 1–0        | 1–0       | –         | Vinto (6–2, 6–3) Torneo di Wimbledon 2025            |
| Karolína Muchová                        | 2024      | 1        | 1–0    | 100% | 1–0        | –         | –         | Vinto (6–2, 1–0 rit.) Ningbo Open 2024               |
| Dar'ja Kasatkina                        | 2024      | 1        | 0–1    | 0%   | 0–1        | –         | –         | Perso (0–6, 6–4, 4–6) Ningbo Open 2024               |
| Giocatori classificati n°9 del ranking  |           |          |        |      |            |           |           |                                                      |
| Veronika Kudermetova                    | 2025      | 1        | 1–0    | 100% | 1–0        | –         | –         | Vinto (6-0, 6-2) Miami Open 2025                     |
| Giocatori classificati n°10 del ranking |           |          |        |      |            |           |           |                                                      |
| Beatriz Haddad Maia                     | 2023      | 1        | 1–0    | 100% | –          | –         | 1-0       | Vinto (7–6(6), 6–3) Mutua Madrid Open 2023           |
| Totale                                  | 2023-2025 | 41       | 23–18  | 56%  | 16–9 (64%) | 2-2 (50%) | 5–7 (42%) | Aggiornato al 9 luglio 2025                          |

### Testa a testa con giocatori classificati top 11-20
In grassetto sono indicati i giocatori ancora in attività.
- Ekaterina Alexandrova 0-1
- Amanda Anisimova 0-1
- Leylah Fernandez 1-1
- Varvara Lepchenko 1-0

- Magda Linette 2-0
- Anastasija Pavljučenkova 1-0
- Alison Riske-Amritraj 1–0
- Ljudmila Samsonova 1-0

- Diana Šnajder 1-0
- Clara Tauson 4-0
- Donna Vekić 1-0

Statistiche aggiornate al 9 luglio 2025

### Vittorie contro giocatrici Top 10
| Stagione | 2024 | 2025 | Totale |
| -------- | ---- | ---- | ------ |
| Vittorie | 4    | 6    | 10     |

| #    | Giocatrice          | Ranking | Evento                            | Superficie  | Turno | Punteggio        | Rank. ASR |
| ---- | ------------------- | ------- | --------------------------------- | ----------- | ----- | ---------------- | --------- |
| 2024 |                     |         |                                   |             |       |                  |           |
| 1.   | Ons Jabeur          | 6       | Australian Open, Melbourne        | Cemento     | 2T    | 6–0, 6–2         | 47        |
| 2.   | Markéta Vondroušová | 7       | Madrid Open, Madrid               | Terra rossa | 3T    | 7–5, 6–1         | 43        |
| 3.   | Aryna Sabalenka (1) | 2       | Open di Francia, Parigi           | Terra rossa | QF    | 6(5)–7, 6–4, 6–4 | 38        |
| 4.   | Jasmine Paolini     | 5       | Cincinnati Open, Cincinnati       | Cemento     | 3T    | 3–6, 6–3, 6–2    | 24        |
| 2025 |                     |         |                                   |             |       |                  |           |
| 5.   | Iga Świątek (1)     | 2       | Dubai Tennis Championships, Dubai | Cemento     | QF    | 6–3, 6–3         | 14        |
| 6.   | Elena Rybakina (1)  | 5       | Dubai Tennis Championships, Dubai | Cemento     | SF    | 6–4, 4–6, 6–3    | 14        |
| 7.   | Elena Rybakina (2)  | 7       | Indian Wells Open, Indian Wells   | Cemento     | 4T    | 6–1, 6-2         | 11        |
| 8.   | Iga Swiatek (2)     | 2       | Indian Wells Open, Indian Wells   | Cemento     | SF    | 7–6(1), 1-6, 6-3 | 11        |
| 9.   | Aryna Sabalenka (2) | 1       | Indian Wells Open, Indian Wells   | Cemento     | F     | 4-6, 6-2, 6-3    | 11        |
| 10.  | Emma Navarro        | 10      | Torneo di Wimbledon, Londra       | Erba        | 4T    | 6–2, 6–3         | 7         |